# Alaksandra Pańkina
Alaksandra Jurjeuna Pańkina (biał. Аляксандра Юр'еўна Панькіна, ros. Александра Юрьевна Панькина, Aleksandra Jurjewna Pańkina; ur. 2 stycznia 1972 w Bychowie) – białoruska wioślarka, brązowa medalistka olimpijska z Atlanty (1996).
W 1996 roku wystąpiła na igrzyskach olimpijskich w Atlancie, podczas których wzięła udział w jednej konkurencji – rywalizacji ósemek ze sternikiem. Białorusinki (w składzie: Alaksandra Pańkina, Walancina Skrabatun, Natalla Wauczok, Tamara Dawydienko, Natalla Łaurynienka, Jelena Mikulicz, Natalla Stasiuk, Marina Znak i Jarasława Paułowicz) zdobyły w tej konkurencji brązowy medal olimpijski, uzyskując w rundzie finałowej czas 6:24,44.
W czerwcu 1997 roku została wyróżniona tytułem Zasłużonego Mistrza Sportu Republiki Białorusi.